# Dalmo Ribeiro Silva
Dalmo Roberto Ribeiro Silva (Ouro Fino, 31 de janeiro de 1949) é um advogado e  político brasileiro do estado de Minas Gerais.
Dalmo foi vice-prefeito de Ouro Fino entre 1976 e 1982, presidente da 39ª Subseção da OAB/MG de Ouro Fino (1989–1994) e professor da Faculdade de Direito da Universidade de São Francisco, em Bragança Paulista (SP).